# Nimbarus
Nimbarus is een geslacht van spinnen uit de familie springspinnen (Salticidae).

## Soorten
De volgende soorten zijn bij het geslacht ingedeeld:
- Nimbarus pratensis Rollard & Wesolowska, 2002